# Prematur

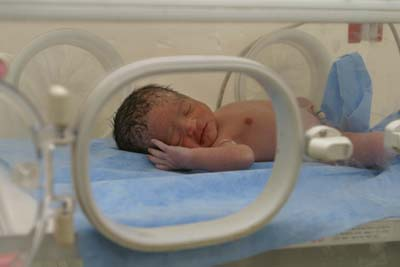
Barn i kuvös

Prematur är ett barn som är fött före graviditetsvecka 37 (36+6). Ordet prematur betyder "före mognaden". Denna definition har ifrågasatts eftersom för tidigt födda barn egentligen inte är omogna i förhållande till sin gestationsålder. En bättre term för att beskriva för tidig födsel är underburen.

## Definitioner
Barn födda mellan 33:e och 36:e graviditetsveckan brukar betecknas som måttligt för tidigt födda. Barn som föds efter 28 till 32 fullgångna veckor benämns som mycket för tidigt födda och före 28 fullgångna veckor som extremt för tidigt födda.
Gränsen för viabilitet, alltså då barnet kan förväntas överleva, förändras i takt med att sjukvården förändras. På 1980-talet var gränsen i Sverige vid 24-25 veckor, medan gränsen idag ligger vid 22 gestationsveckor.

## Symptom
Symptom och hälsotillstånd påverkas delvis av hur underburet barnet är. Ett underburet barn har en annan risk för sjukdomstillstånd än ett fullgånget barn och vissa sjukdomstillstånd är helt kopplade till att barnet inte genomgått fullständig mognad. Sjukdomstillstånd som prematura barn är extra känsliga för innefattar lungsjukdomar, hjärnblödning, asfyxi, infektion och tarmsjukdomen nekrotiserande enterokolit. En lungsjukdom som prematura kan utveckla är respiratory distress syndrome (RDS). Den beror på brist på ämnet surfaktant, som är viktigt för att lungblåsorna ska öppna och inte falla ihop. Surfaktant börjar bildas ungefär vecka 23 men börjar inte bildas i full skala före cirka vecka 30-32. Om förtidsbörden är ett faktum kan man ge barnet surfaktant för att minska risken för att lungblåsorna faller ihop. Efter graviditetsvecka 32 behövs vanligen inte detta då lungornas egen surfaktantproduktion i regel är tillräcklig.

## Behandling
Vid hotande förtidsbörd kan vården förhindra värkarbete och förlossning i vissa fall. Den gravida kan då ges kortison som "påskyndar lungmognaden". 
En prematur födsel innebär vanligen vård på neonatalavdelning för barnet. I behandlingen av prematura barn ingår flera olika hjälpmedel. Kuvös, CPAP, värmesäng och syrgasgrimma är några av de hjälpmedel som finns. Barnen, som inte orkar suga, kan dels få näring genom en ventrikelsond genom näsan och matstrupen till magen, dels läkemedel via en navelartär-/venkateter, perifer venkateter eller percutan central venkateter. Saturationsmätare används för att kontrollera hur bra barnet syresätter sig.
Många för tidigt födda barn behöver andningsstöd efter födseln. Enligt EXPRESS-studien var 85 % av barn födda före 27 graviditetsveckor i behov av respiratorvård under minst en episod under vårdtiden.
På Uppsala Akademiska Sjukhus har man som ett av de första sjukhusen i Sverige påbörjat användande av den så kallade "kängurumetoden" vilken går ut på att man så ofta föräldrarna orkar och kan, tar ut sitt barn ur kuvösen en eller flera timmar och låter det sova på mamman eller pappan. Denna metod kan användas även om barnen har behov av CPAP eller respirator. Detta har i vissa studier visat sig vara effektivt för att påskynda barnens utveckling. Metoden minskar även risken för hypoglykemi, hypotermi, neonatal sepsis och ökar exklusiv amning Metoden har hämtats från Colombia där ekonomin inte alltid tillåter kostsam utrustning, som till exempel kuvöser.

## Prognos
De faktorer som har störst påverkan på prognosen är gestationsålder och sjuklighet i neonatalperioden.
Den svenska nationella studien ”Express” har följt alla barn (707 stycken) födda mellan 22:a och 27:e veckan i Sverige under åren 2004–2007. Överlevnad vid 1 års ålder totalt för hela gruppen var 69 procent. Överlevnaden var starkt korrelerad till gestationsålder: 
- I vecka 22 överlevde 9,8 % av barnen.
- I vecka 26 överlevde 85 % av barnen.

Av de överlevande barnen hade 42 procent ingen funktionsnedsättning, 31 procent lätt funktionsnedsättning, 16 procent måttlig funktionsnedsättning och 11 procent svår funktionsnedsättning vid 2,5 års ålder. Således klarar sig 73 procent av de som fått aktiv perinatalvård utan betydande utvecklingsrelaterade nedsättningar.
I en longitudinell studie i Stockholm fann man att barn födda med en vikt på under 1 500 gram, som alltid var prematura (i medel födda vecka 28), vid fem års ålder hade vissa kognitiva nedsättningar. Dessa problem var framförallt exekutiva, det vill säga förmåga att planera och organisera sitt handlande. Ett mycket vanligt problem för barnen var också skador på näthinnan, och graden av synproblem var starkt korrelerat till de kognitiva problemen.
I en avhandling från 2007 drog man slutsatsen att de som är födda i vecka 23-25 oftast kan leva ett gott liv, trots en lite högre förekomst av neuropsykologiska problem, jämfört med kontrollerna.